# Forêt de Bordj El Kiffan
La forêt de Bordj El Kiffan ou forêt de Benmered ou forêt de Béni Mérad ou forêt Faïzi est une forêt située à Bordj El Kiffan dans la wilaya d'Alger. Cette forêt est gérée par la Conservation des forêts d'Alger (CFA) sous la tutelle de la Direction générale des forêts (DGF).

## Localisation
La forêt de Bordj El Kiffan est située à 18[kilomètres à l'est d'Alger, à 70 kilomètres à l'est de Tipaza et à 4 kilomètres de la Mer Méditerranée. Elle est localisée dans la commune de Bordj El Kiffan dans la Mitidja de la basse Kabylie.

## Présentation

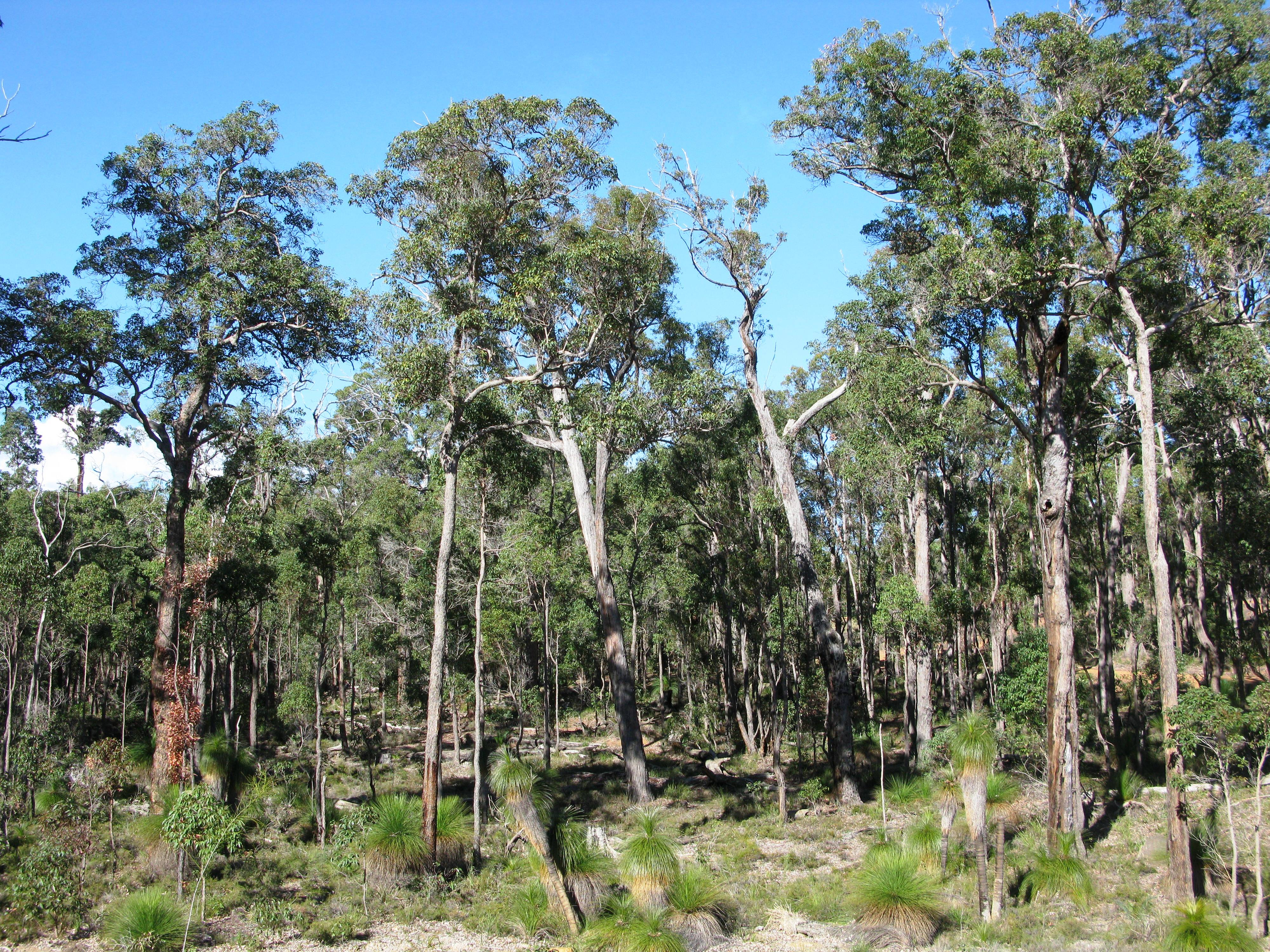
Forêt d'eucalyptus.

La forêt de Bordj El Kiffan est régie par le décret no 84-45 du 18 février 1984, modifié et complété par le décret no 07-09 du 11 janvier 2007.
Cette forêt, constituée majoritairement d'eucalyptus centenaires, s’étend sur une superficie de 8 hectares. Elle se trouve à la cité Faïzi dans la commune de Bordj El Kiffan. C'est un site qui a été réaménagé en 2009 en le dotant d'un mur en fer forgé, d'équipements et d'allées pour la promotion des activités de loisirs.
Les habitants de la cité Faïzi à Bordj El Kiffan bénéficient du bien-être qu'offre cette forêt dont le lustre est connu. La dégradation que les arbres subissent est due essentiellement aux actes de vandalisme. En plus du bidonville qui se trouve dans les entrailles de cette forêt urbaine, ce bois est ceinturé de constructions car tous les terrains qui se trouvent aux abords de la forêt ont été attribués à des particuliers.

## Historique

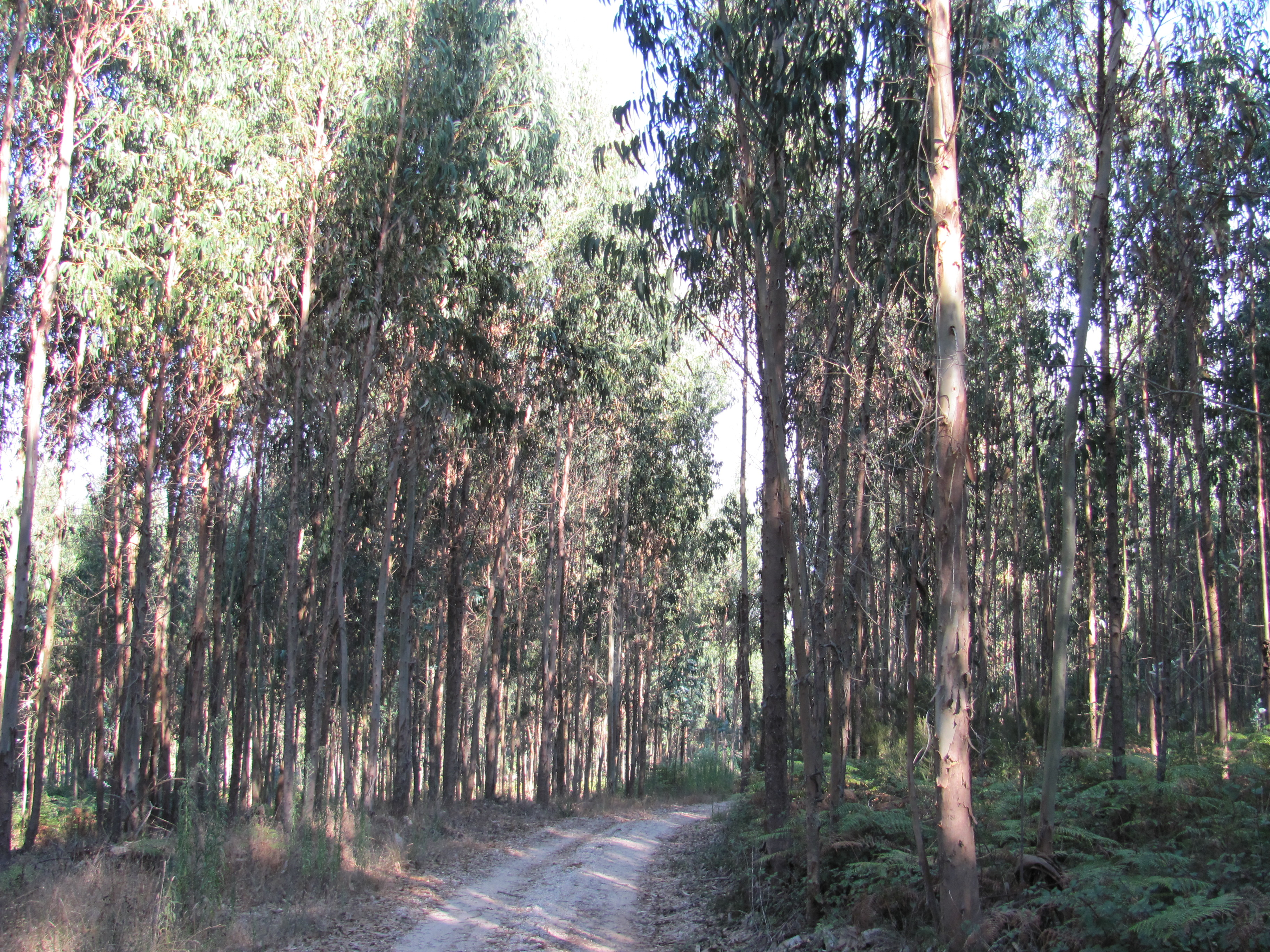
Forêt d'eucalyptus.

La petite forêt de Bordj El Kiffan est située entre Bordj El Kiffan et Bordj El Bahri. C'est un espace forestier qui a été longtemps occupé illicitement par des habitations précaires.  Cette forêt avait été aménagée en 2009 pour des activités récréatives mais a été envahie par des bidonvilles. Des dizaines de baraques ont été construites sur ce lieu destiné initialement à la villégiature et aux loisirs. Les arbres d'eucalyptus qui sont centenaires subissent quotidiennement les affres de la dégradation.

## Faune
La faune de la forêt est riche en diversité zoologique, ornithologique et entomologique.

### Hérisson d'Algérie
On rencontre le hérisson d'Algérie (Atelerix algirus) dans cette forêt algéroise. C'est un hérisson à ventre blanc vivant dans les régions côtières d'Algérie. Il est de couleur pâle et pèse de 700 à 950 g. Ce hérisson est une espèce protégée sur tout le territoire algérien.

### Lapin de garenne

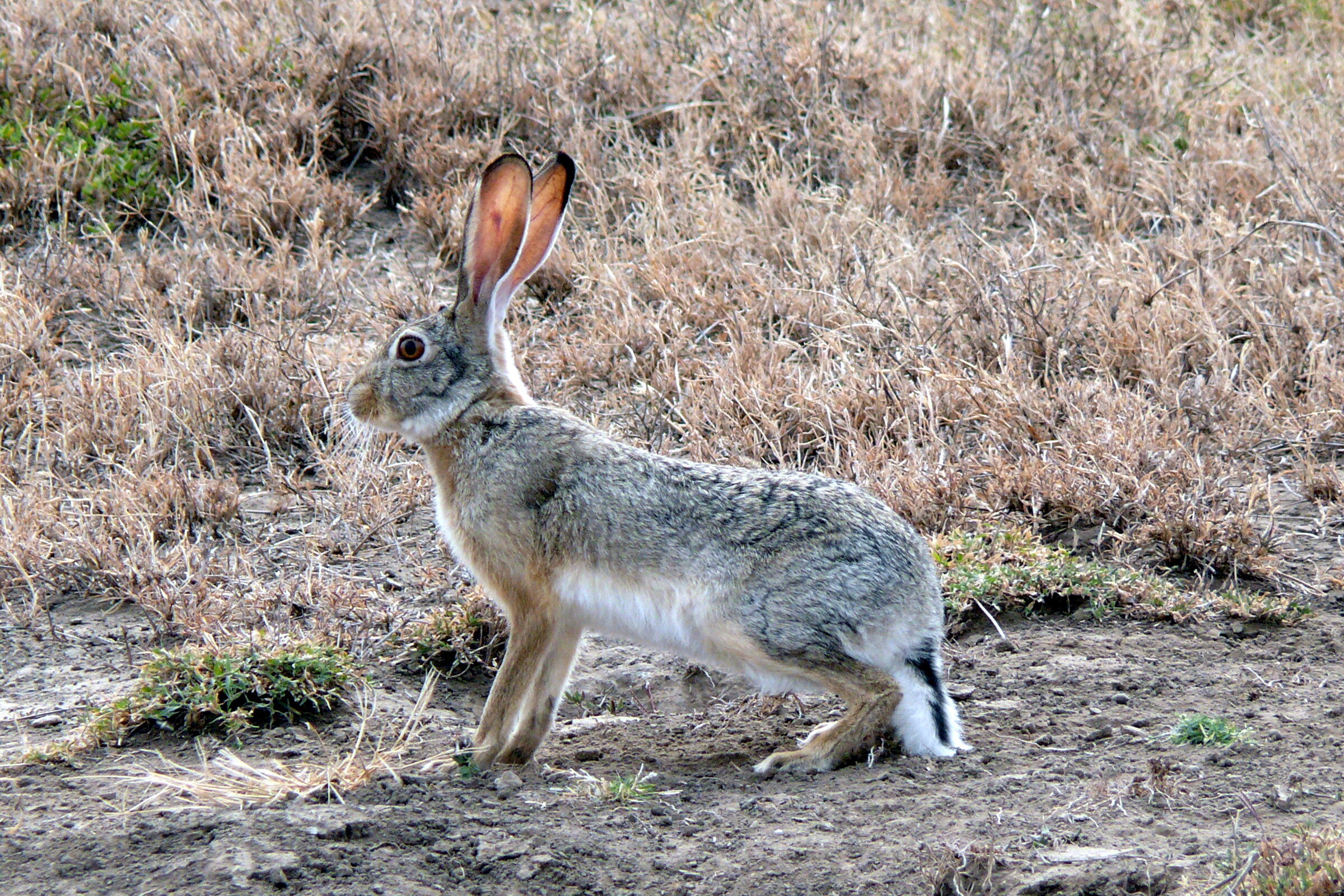
Lièvre du Cap

Le lapin de garenne (Oryctolagus cuniculus) est un mammifère lagomorphe ; les effectifs sauvages sont communs en Algérie mais en déclin.

### Lièvre du cap
Le lièvre du cap (Lepus capensis) est un rongeur.

### Sanglier
Le sanglier (Sus scrofa) colonise quasiment tous les habitats au niveau de cette forêt. Lorsque le sol est humide, cet animal retourne la terre grâce à ces forts butoirs à la recherche d’invertébré et les racines des plantes. Sa longévité varie entre 8 et 10 ans.